# Suore minime ancelle della Santissima Trinità

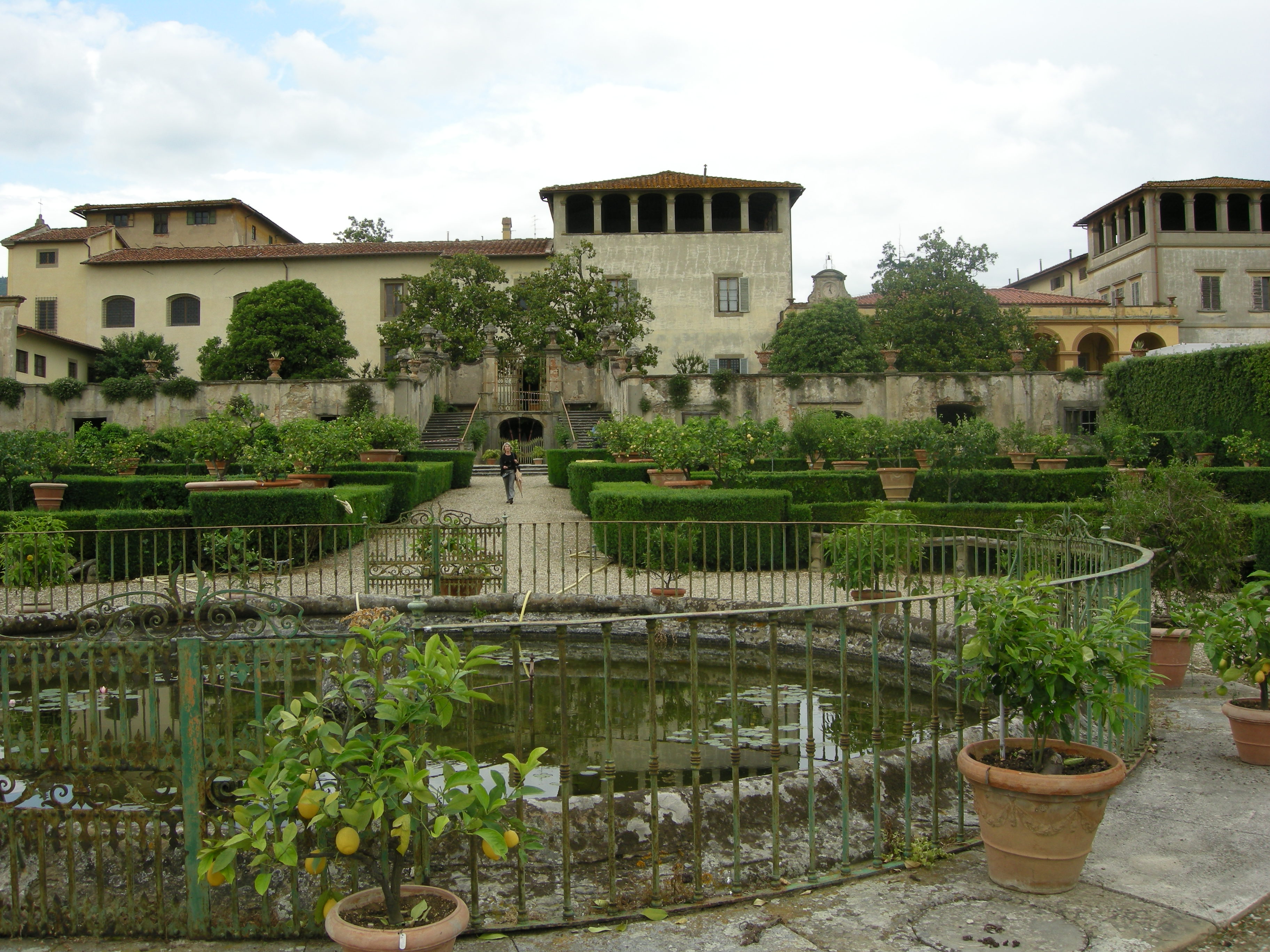
Villa La Quiete, sede storica della congregazione

Le Suore Minime Ancelle della Santissima Trinità, dette Montalve, sono un istituto religioso femminile di diritto pontificio.

## Storia
La congregazione venne fondata a Firenze il 12 giugno 1650 da Eleonora Ramirez de Montalvo (1602–1659) per l'educazione delle fanciulle di nobile famiglia: la de Montalvo aveva già istituito nel 1630 le ancelle della Divina Incarnazione, per l'istruzione delle ragazze povere.
Essendo un sodalizio di donne non legate da voti pubblici, l'istituto riuscì a sopravvivere alle leggi eversive del neonato regno d'Italia: nel 1886 i due rami che costituivano le Montalve si fusero in un'unica famiglia religiosa.
Sotto l'episcopato di Elia Dalla Costa le Montalve vennero trasformate da pio sodalizio in congregazione religiosa e nel 1939 il cardinale accolse la prima professione delle suore.
Il cardinale Dalla Costa approvò le loro costituzioni il 4 ottobre 1941; le Montalve ricevettero il pontificio decreto di lode il 15 maggio 1956 e il 28 gennaio 1974 vennero aggregate all'Ordine della Santissima Trinità.

## Attività e diffusione
Le Montalve si dedicano all'istruzione e all'educazione cristiana della gioventù.
Al 31 dicembre 2005 l'istituto contava 13 religiose e la sola casa storica di villa La Quiete a Castello, presso Firenze, che è anche sede generalizia della congregazione.